# Natalja Lisovskaja
Natalja Venediktovna Lisovskaja (ryska: Наталья Венедиктовна Лисовская), född 16 juli 1962, är en sovjetisk/rysk före detta friidrottare som tävlade i kulstötning. 

## Karriär i korthet
Lisovskajas genombrott kom när hon deltog vid VM 1983 i Helsingfors då hon slutade på femte plats med en stöt på 20,02. Under 1984 slog hon världsrekordet i kulstötning då hon stötte 22,53, vilket var åtta centimeter längre än Ilona Slupianeks tidigare världsrekord. Året efter blev hon världsmästare inomhus när hon stötte 20,52 inomhus. 
Under 1987 blev Lisovskaja världsmästare både inomhus och utomhus. Hon vann inomhus VM i Indianapolis med en stöt på 20,52 och VM i Rom efter att ha stöt 21,24. Dessutom förbättrade hon världsrekordet utomhus två gånger samma dag – den 7 juni stötte hon först 22,60 och senare 22,63. Stöten är mer än en meter längre än den längsta stöt som så här långt noterats under hela 00-talet. Lisovskaja har noterat de fem längsta stötarna någonsin. 
Under 1988 blev Lisovskaja även olympisk guldmedaljör efter att ha stött 22,24, mer än metern före tvåan. Efter framgången vid OS slutade hon tvåa vid EM 1990 bakom Astrid Kumbernuss, efter att bara ha stött 20,06. En andra plats blev det även på VM 1991, denna gång efter Huang Zhihong. 
Lisovskajas sista mästerskap blev Olympiska sommarspelen 1992 då hon slutade på nionde plats.
Lisovskaja var gift med Jurij Sedych, som är före detta släggkastare (och världsrekordsinnehavare), och familjen bodde i Paris. Dottern Alexia Sedykh blev silvermedaljör för Frankrike vid JVM 2012 i slägga och hennes halvsyster Oksana Kondratieva blev VM 7:a 2013 i slägga för Ryssland.